# كفر المنشي أبو حمر
كفر المنشي أبو حمر إحدى قرى مركز بسيون التابع لمحافظة الغربية بجمهورية مصر العربية. كان أصله من توابع بسيون ثم فصل عنها سنة 1276 هجري.

## السكان
بلغ عدد سكان كفر المنشي أبو حمر 11,142 نسمة حسب تقدير عام 2018.
| السنة  | 1882 | 1897 | 1907 | 1927 | 1947 | 1960 | 1976 | 1986 | 1996 | 2006  | 2018   |
| ------ | ---- | ---- | ---- | ---- | ---- | ---- | ---- | ---- | ---- | ----- | ------ |
| القرية | 772  | 2616 | 2863 | 2798 | 2407 | 3920 | 5119 | 6435 | 7671 | 8,906 | 11,142 |